# Чан Ле Куок Тоан
Чан Ле Куо́к Тоа́н (вьет. Trần Lê Quốc Toàn, 5 апреля 1989, Дананг, Вьетнам) — вьетнамский тяжелоатлет. Бронзовый призёр летних Олимпийских игр 2012 года, участник летних Олимпийских игр 2016 года, серебряный призёр чемпионата мира 2017 года, серебряный призёр чемпионата Азии 2012 года, бронзовый призёр чемпионата Азии 2013 года, чемпион Игр Юго-Восточной Азии 2011 года.

## Биография
Чан Ле Куок Тоан родился 5 апреля 1989 года во вьетнамском городе Дананг.
В 2011 году завоевал золотую медаль на Играх Юго-Восточной Азии в Индонезии в весовой категории до 56 кг.
В 2012 году вошёл в состав сборной Вьетнама на летних Олимпийских играх в Лондоне. Выступая в весовой категории до 56 кг, занял 4-е место, подняв в двоеборье 284 (125+159) кг и уступив 2 кг бронзовому призёру Валентину Христову из Азербайджана. Однако 22 декабря 2018 года Международная федерация тяжёлой атлетики перепроверила допинг-пробу, взятую у Христова на Олимпиаде, и обнаружила в ней запрещённый туринабол. 29 марта 2019 года Международный олимпийский комитет дисквалифицировал азербайджанского штангиста, и бронзовая медаль перешла к Чану.
Дважды выигрывал медали чемпионата Азии по тяжёлой атлетике в весовой категории до 56 кг — серебро в 2012 году в Пхёнтхэке и бронзу в 2013 году в Астане.
В 2016 году вошёл в состав сборной Вьетнама на летних Олимпийских играх в Рио-де-Жанейро. Выступая в весовой категории до 56 кг, занял 5-е место, подняв в двоеборье 275 (121+154) кг и уступив 32 кг победителю Лун Цинцюаню из Китая.
В 2017 году завоевал серебряную медаль на чемпионате мира в Анахайме. Выступая в весовой категории до 56 кг, поднял в двоеборье 270 (119+151) кг, уступив 9 кг победителю Тхать Ким Туану из Вьетнама.